# KkStB 289 sorozat
A kkStB 289 sorozat egy tehervonati szertartályosgőzmozdony-sorozat volt a Császári és Királyi Osztrák Államvasutaknál ( k.k. Staatsbahnen, kkStB), amely mozdonyok eredetileg a Ferdinánd császár Északi Vasúté (Kaiser Ferdinands Nordbahn], KFNB) voltak.
A KFNB VII sorozat a  régi 1B tengelyelrendezésű "Szilézia" osztályú tehervonati mozdonyok átépítésével jött létre, amelyek felszabadultak az új C tengelyelrendezésű  Vc sorozatú mozdonyok forgalomba állításával.
Mivel abban az időben hiány volt a tolatómozdonyokban, beszerzés helyett az olcsóbb 1B mozdonyok szertartályossá való átépítése mellett döntöttek. A víztartály mint egy nyereg került a  kazánra. Összesen 34 gépet építettek át.
Tolatószolgálatban nagy volt a szén fogyasztásuk, így nem voltak velük megelégedve.
A működési területük Bécs, Lundenburg, Prerau, Ostrava és Krakkó rendezőpályaudvarai voltak.
A KFNB VII  sorozatból még 18 db került át a  kkStB-hez az államosításkor, ahol a 289 sorozatba lettek beosztva. Az első világháború után még mindig 9 mozdony került át az Osztrák Szövetségi Vasutakhoz a BBÖ 289 sorozatba, ahol 1924-ig eladták vagy leselejtezték valamennyit.
Egy mozdony még üzemképes a sorozatból. Az 1851-ben a WRB Mozdonygyárában John Haswell mintájára épült LICAON, amely 1923-ban került Salzburgba a Stiegl Sörgyárba, ahol kb. 1937-ig volt használatban. 1958-ban kiállították a Linzi Főpályaudvaron. Az Osztrák Vasút megalapítása 150. évfordulója alkalmából rendezett ünnepségek részeként 1987-ben felújították, ma a Strasshof Vasútmúzeum ban található. Úgy tartják, ez az egyik legrégebbi működőképes mozdony a világon, de 2004 óta nem fűtötték fel.
Lycaon Árkádia nevezetes királya volt a görög mitológiában.

## Fordítás
- Ez a szócikk részben vagy egészben  a   kkStB 289 című német Wikipédia-szócikk fordításán alapul.  Az eredeti cikk szerkesztőit annak laptörténete sorolja fel. Ez a jelzés csupán a megfogalmazás eredetét és a szerzői jogokat jelzi, nem szolgál a cikkben szereplő információk forrásmegjelöléseként.